# Brian Orakpo
Brian Ndubisi Orakpo (Houston, 31 luglio 1986) è un giocatore di football americano statunitense che gioca nel ruolo di outside linebacker per i Tennessee Titans della National Football League (NFL). Al college ha giocato a football per i Texas Longhorns.

## Carriera universitaria
Nei 5 anni che giocò con i Longhorns, apparve con la maglia numero 98 in 49 partite, come defensive lineman e ottenne i seguenti riconoscimenti:
- First-team All-American, miglior difensore dell'anno della Big 12, Bill Willis Trophy, Lombardi Award, Ted Hendricks Award e Bronko Nagurski Trophy (2008)
- MVP difensivo dell'Holiday Bowl (2007)
- First-team All-American secondo The Sporting News (2005)
- Miglior difensore freshman dell'anno secondo The Sporting News (2005).

## Carriera professionistica

### Washington Redskins

#### Stagione 2009
Al draft NFL 2009, Orakpo fu selezionato come 13ª scelta assoluta dai Washington Redskins. Il 31 luglio 2009 firmò un contratto di 5 anni per un totale di 20 milioni di dollari di cui 12,1 milioni garantiti.
Debuttò come professionista il 13 settembre 2009 contro i New York Giants. Il 13 dicembre dello stesso anno pareggiò il record di franchigia per sack in una singola partita (4), vincendo il titolo di miglior difensore della settimana della NFC e quello di rookie della settimana.
A fine stagione fu convocato per la sua prima volta al Pro Bowl, divenendo così il primo debuttante dei Redskins ad esservi selezionato dopo Tony Green (1978).

#### Stagione 2010

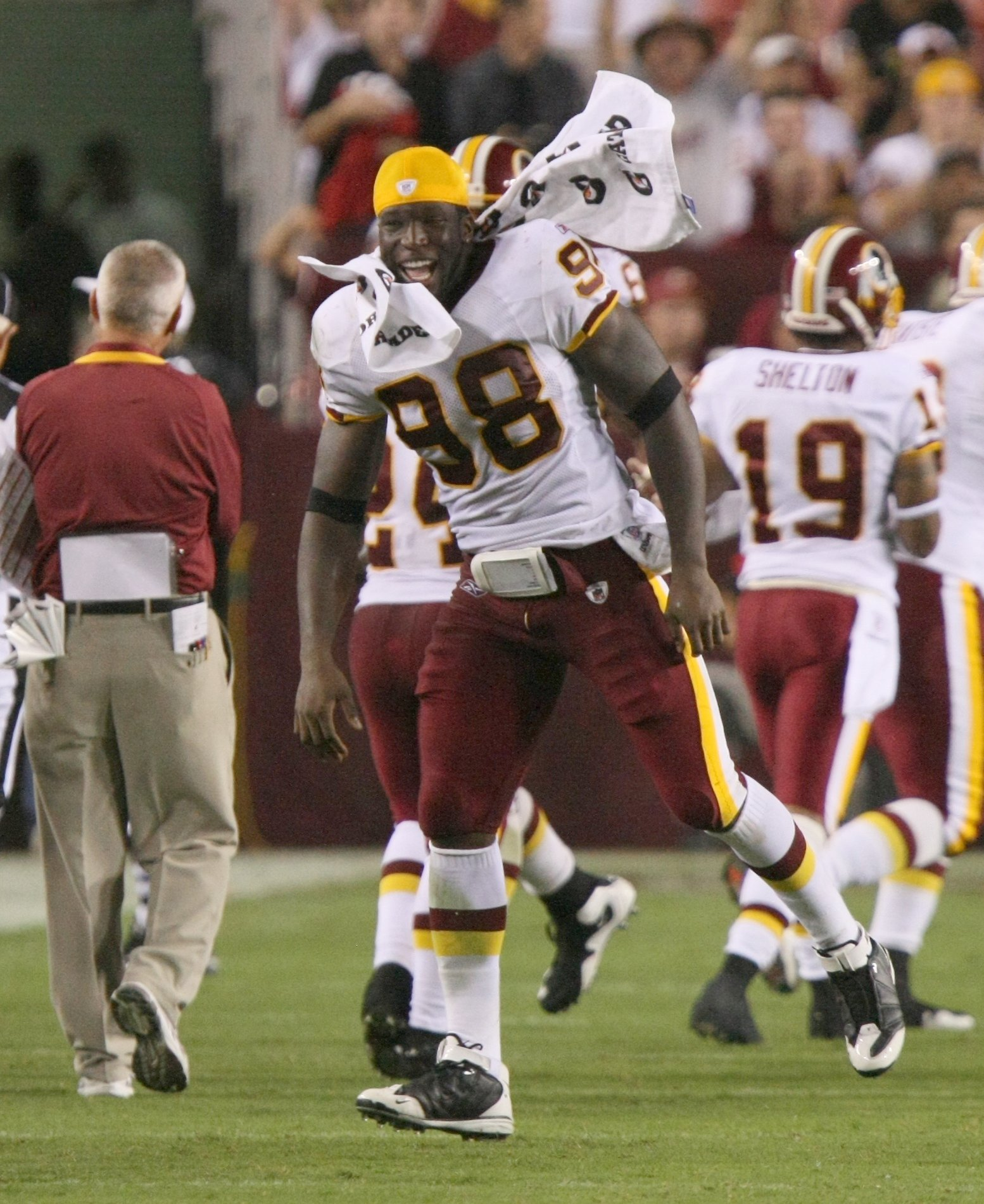
Orakpo con la maglia dei Redskins.

Nel 2010 terminò la stagione con 56 tackle, 8,5 sack e un fumble forzato. Venne convocato per la seconda volta di fila al Pro Bowl.

#### Stagione 2011
Nella 4ª settimana contro i St. Louis Rams fu nominato miglior giocatore difensivo della NFC, grazie a una prestazione da 5 tackle, 2,5 sack e un fumble forzato.
Nella 17ª settimana contro i Philadelphia Eagles subì un infortunio alla spalla sinistra e al muscolo pettorale dopo un sack sul quarterback Michael Vick nel secondo quarto. Il 10 gennaio 2012 fu operato.

#### Stagione 2012
Nella seconda settimana della stagione, nella partita contro i St. Louis Rams, Orapko si infortunò al muscolo pettorale sinistro, perdendo tutto il resto della stagione.

#### Stagione 2013
Nella settimana 4, Orakpo mise a segno due sack su Matt Flynn degli Oakland Raiders, contribuendo alla prima vittoria stagionale dei Redskins. Nella settimana 7 contro i Chicago Bears fece registrare il primo intercetto in carriera su Jay Cutler, contribuendo alla vittoria della sua squadra. A fine stagione fu convocato per il suo terzo Pro Bowl al posto dell'infortunato Ahmad Brooks.

### Tennessee Titans
Il 13 marzo 2015, Orakpo firmò un contratto quadriennale del valore di 32,5 milioni di dollari coi Tennessee Titans. L'anno successivo fu convocato per il quarto Pro Bowl in carriera.
Nel primo turno dei playoff 2017-2018, Orakpo mise a segno 1,5 sack su Alex Smith contribuendo a fare rimontare ai Titans uno svantaggio di 21-3 alla fine del primo tempo.

## Palmarès
- Convocazioni al Pro Bowl: 4

2009, 2010, 2013, 2016
- Miglior difensore della settimana della NFC: 2
- 14ª del 2009 e 4ª del 2011
- PFWA All-Rookie Team - 2009
- Pepsi NFL Rookie della settimana: 1

14ª del 2009

## Statistiche
| Anno     | Squadra | P  | T.tot. | T.sol. | T.ass. | Sack | FF | FR | Yard FR | INT | Yard I | Media | Max | TD | PD |
| -------- | ------- | -- | ------ | ------ | ------ | ---- | -- | -- | ------- | --- | ------ | ----- | --- | -- | -- |
| 2009     | WAS     | 16 | 50     | 37     | 13     | 11.0 | 1  | 0  | 0       | 0   | 0      | 0     | 0   | 0  | 2  |
| 2010     | WAS     | 15 | 56     | 36     | 20     | 8.5  | 1  | 0  | 0       | 0   | 0      | 0     | 0   | 0  | 2  |
| 2011     | WAS     | 16 | 59     | 34     | 25     | 9.0  | 3  | 1  | 0       | 0   | 0      | 0     | 0   | 0  | 5  |
| 2012     | WAS     | 2  | 5      | 5      | 0      | 1.0  | 1  | 0  | 0       | 0   | 0      | 0     | 0   | 0  | 3  |
| 2013     | WAS     | 15 | 60     | 43     | 17     | 10.0 | 0  | 2  | 0       | 1   | 29     | 29    | 29  | 1  | 4  |
| 2014     | WAS     | 7  | 24     | 14     | 10     | 0.5  | 0  | 0  | 0       | 0   | 0      | 0     | 0   | 0  | 1  |
| Carriera |         | 71 | 254    | 169    | 85     | 40   | 6  | 3  | 0       | 1   | 29     | 29    | 29  | 1  | 17 |